# Gemma Miralles Esteve
Gemma Miralles Esteve (Alcoi, L'Alcoià, 9 de maig de 1973) és una actriu, directora escènica, autora i docent del teatre valenciana. Com a directora, va obtenir el Premi del Públic dels Premis Abril amb Una de quatre formatges, i com a dramaturga destaca amb l'obra De Sukei a Naima, Premi Eduard Escalante dels Premis Ciutat de València (2016) i Premi de la Crítica de l'Associació d'Escriptors en Llengua Valenciana (2017). Com a actiu cal destacar la seva participació a Passionària, millor espectacle als XI Premis Turia i millor espectacle als Premis de les Arts Escèniques de la Generalitat Valenciana.

## Biografia
Una substitució de la seva germana, Pepa Miralles, en la representació de les Rondalles d'Enric Valor a la Sala Escalante de València li va fer canviar la seva primera intenció d'estudiar Filologia per la inscripció a les proves de l'Institut del Teatre de la Diputació de Barcelona, on es va llicenciar en Art Dramàtic amb l'especialitat d'Interpretació l'any 1996. Durant aquests anys d'estudi, va participar en diversos muntatges, un dels quals dirigit per Albert Boadella. La formació complementària li ha estat impartida per figures com Mónica Extremiana, Juan Carlos Gené, Sol Picó i Júlia Varley.
Des de l'any 1991 fins al 2000 va formar part de l'equip que representava l'espectacle tradicional alcoià de titelles nadalenques El betlem de Tirisiti, declarat BIC per la Generalitat Valenciana i que estava al càrrec de la companyia de teatre La Dependent.
Acabada de llicenciar, s'estrenà com a ajudanta de direcció en una producció del Teatre Escalante de València, Els viatges de Marco Polo, en què treballava amb el director Joan Miquel Reig. La primera obra que va dirigir en solitari va ser Invents a dues veus, amb la companyia Essa Minúscula, que es va estrenar a la Mostra de Teatre d'Alcoi i va estar tres setmanes al Teatre Moratín.
Pel que fa a la interpretació, ha treballat a les ordres de directors com Jaume Policarpo, Oriol Broggi, Rafa Calatayud, Jorge Picó, Francesc Nel·lo, Àngel Llàcer, Juli Cantó, Jaume Melendres, David Plana, Núria Anglada, Berti Tobias i Pep Cortés.
Gemma Miralles ha treballat esporàdicament al món audiovisual. Ha actuat en sèries de la RTVV (Ràdio Televisió Valenciana) com ara Bon dia, bonica, Les moreres i El món d'Àlex. També a la sèrie de TV3 Laberint d'ombres. A més, ha participat al recitat en públic de poemes de Verdaguer, Estellés i Sagarra.
Com a cantant, ha format part d'un disc d'Elies Monxolí, actuacions com a solista de l'orquestra La Noche i presentadora de la Gala dels Premis Ciutat d'Alcoi. L'any 2020 va participar al IV Torneig de Dramatúrgia de l'Institut Valencià de Cultura, un "combat" literari anual en què va haver d'enfrontar-se al també dramaturg Joan Nave.
L'any 2017 es va estrenar com a dramaturga en presentar la primera obra escrita per ella mateixa. De Sukei a Naima és un drama que mostra els esdeveniments viscuts per tres famílies morisques valencianes, sobretot el tràngol de l'expulsió el segle xvii. L'obra va ser coproduïda per La Dependent i l'IVC (Institut Valencià del Cultura) i es va estrenar al Festival de Teatre de Sagunt, dirigida per Cristina Lügstenmann.
Gemma Miralles també ha exercit la docència, primer a l'àmbit escolar valencià i català, després al Centre Teatral Escalante de València, i a la Universitat Miguel Hernández d'Elx i la Universitat de València.

## Dramatúrgia
Ha escrit les obres teatrals De Sukei a Naima, Separeu-vos junts! i el monòleg Tocant el cel, i comparteix autoria amb Irene Pérez a les obres L'altra cara de la lluna i Consciència. També ha adaptat al teatre la novel·la Júlia, d'Isabel-Clara Simó.

## Direcció i interpretació
Principals obres que ha dirigit i interpretat
| Any  | Títol                            | Dramatúrgia                                   | Direcció        | Producció                                                      | Actriu |
| ---- | -------------------------------- | --------------------------------------------- | --------------- | -------------------------------------------------------------- | ------ |
| 1993 | Pervertimento                    | José Sanchis Sinisterra                       | Juli Cantó      | La Dependent                                                   | Sí     |
| 1996 | La moral de la señora Dulska     | Gabriela Zapolska                             | Jaume Melendres | Teatre Adrià Gual                                              | Sí     |
| 1996 | Mala sang                        | David Plana                                   | David Plana     | Sala Beckett                                                   | Sí     |
| 1996 | El pas                           | Michel Azama                                  | Núria Anglada   | Teatre La cuina                                                | Sí     |
| 1996 | El tigre de Mary Plexiglàs       | Miquel Obiols                                 | Berti Tobias    | Teatre Tantarantana                                            | Sí     |
| 1997 | Souvenir                         | Ximo Llorens                                  | Juli Cantó      | La Dependent                                                   | Sí     |
| 1997 | Cyrano de Bergerac               | Jaume Policarpo (adaptació)                   | Gemma Miralles  | Bambalina Titelles                                             |        |
| 1998 | La corte del faraón              |                                               | Francesc Nel·lo | Teatre La Cuina                                                | Sí     |
| 1999 | Morir no es tan fácil            | David Plana                                   | Gemma Miralles  | Teatre de la Caixeta                                           |        |
| 1999 | Botí                             | Joe Orton                                     | Gemma Miralles  | La Dependent / Teatres de la Generalitat                       |        |
| 2000 | El miracle d'Anna Sullivan       | William Gibson (versió Rodolf Sirera)         | Rafa Calatayud  | La Pavana                                                      | Sí     |
| 2000 | Pasionaria                       | Jaume Policarpo                               | Jorge Picó      | Bambalina Titelles / Picó                                      | Sí     |
| 2000 | Aladí i el geni de la llàntia    | Vicent Vila                                   | Gemma Miralles  | Teatre de la Caixeta                                           |        |
| 2001 | Una teoria sobre això            | Pasqual Alapont                               | Gemma Miralles  | La Dependent                                                   |        |
| 2002 | Tócame con tus ojos              |                                               | Gemma Miralles  | La sonrisa de Caín                                             |        |
| 2002 | Lennon                           | Jaume Policarpo                               | Gemma Miralles  | Bambalina Teatre                                               |        |
| 2003 | Bultaco 74                       |                                               | Gemma Miralles  | La Dependent                                                   |        |
| 2003 | Circus                           | Eduard Costa                                  | Gemma Miralles  | Anem Anant                                                     |        |
| 2005 | Primera història d'Esther        | Salvador Espriu                               | Oriol Broggi    | Teatre Nacional de Catalunya                                   | Sí     |
| 2005 | Ubú                              | Versió de Juan Luis Mira                      | Jaume Policarpo | Bambalina Titelles / Paco Bascuñán / Teatres de la Generalitat | Sí     |
| 2005 | Flesh 1.74                       |                                               | Gemma Miralles  | La Sonrisa de Caín                                             |        |
| 2005 | Construyendo a Verónica          |                                               | Gemma Miralles  | Bramant Teatre                                                 |        |
| 2006 | L'infern de Marta                | Pasqual Alapont                               | Gemma Miralles  | La Dependent                                                   |        |
| 2006 | Una de quatre formatges          | Pasqual Alapont                               | Gemma Miralles  | La Dependent / Teatres de la Generalitat                       |        |
| 2007 | Malajes                          |                                               | Gemma Miralles  | La Sonrisa de Caín                                             |        |
| 2008 | El somriure de Maureen O'Hara    | Pasqual Alapont                               | Gemma Miralles  | La Dependent                                                   |        |
| 2009 | Els contes de Grimm              |                                               | Gemma Miralles  | Centre Teatral Escalante / Anem Anant                          | Sí     |
| 2010 | Les dones de Lockerbie           | Deborah Brevoort                              | Gemma Miralles  | La Dependent / Teatre Micalet                                  | Sí     |
| 2010 | La nòvia de Gary Cooper          | Pasqual Alapont                               | Gemma Miralles  | La Dependent                                                   |        |
| 2012 | El geperut de Notre-Dame         |                                               |                 | Bambalina Teatre                                               | Sí     |
| 2013 | 1,2,3 Macbeth                    |                                               | Gemma Miralles  | Anem Anant                                                     | Sí     |
| 2013 | Els contes de les mil i una nits | Vicent Vila                                   | Gemma Miralles  | Centre Teatral Escalante                                       |        |
| 2016 | De Sukei a Naima                 | Gemma Miralles                                | Gemma Miralles  | La Dependent / Institut Valencià de Cultura                    | Sí     |
| 2018 | Separeu-vos junts!               | Gemma Miralles                                | Pepa Miralles   | La Dependent                                                   | Sí     |
| 2018 | Història d'una mestra            |                                               | Gemma Miralles  | Cactus Teatre                                                  | Sí     |
| 2020 | El método Grönholm               | Jordi Galcerán                                | Gemma Miralles  | Olympia Produccions / Ornitorrinc                              |        |
| 2021 | Icària                           | Pasqual Alapont                               | Pepa Miralles   | La Dependent                                                   | Sí     |
| 2022 | Júlia                            | Isabel-Clara Simó (Adaptació: Gemma Miralles) | Gemma Miralles  | La Dependent                                                   |        |

## Premis
- Premi del Públic als Premis Abril 2007 per Una de quatre formatges[24]
- Premi a la Millor Contribució Teatral als XI Premis Turia 2002 per Pasionaria.[25]
- Premi al Millor Espectacle dels Premis de les Arts Escèniques de la Generalitat Valenciana 2002 per Pasionaria[26]
- Premi Eduard Escalante dels Premis Ciutat de València de Teatre en valencià 2016 per De Sukei a Naima.[27]
- Premi de la Crítica de l'Associació d'Escriptors en Llengua Valenciana 2017 per l'obra De Sukei a Naima.[28]